# Stanisław Dolny
Stanisław Dolny ist eine Ortschaft mit einem Schulzenamt der Gemeinde Kalwaria Zebrzydowska im Powiat Wadowicki der Woiwodschaft Kleinpolen in Polen.

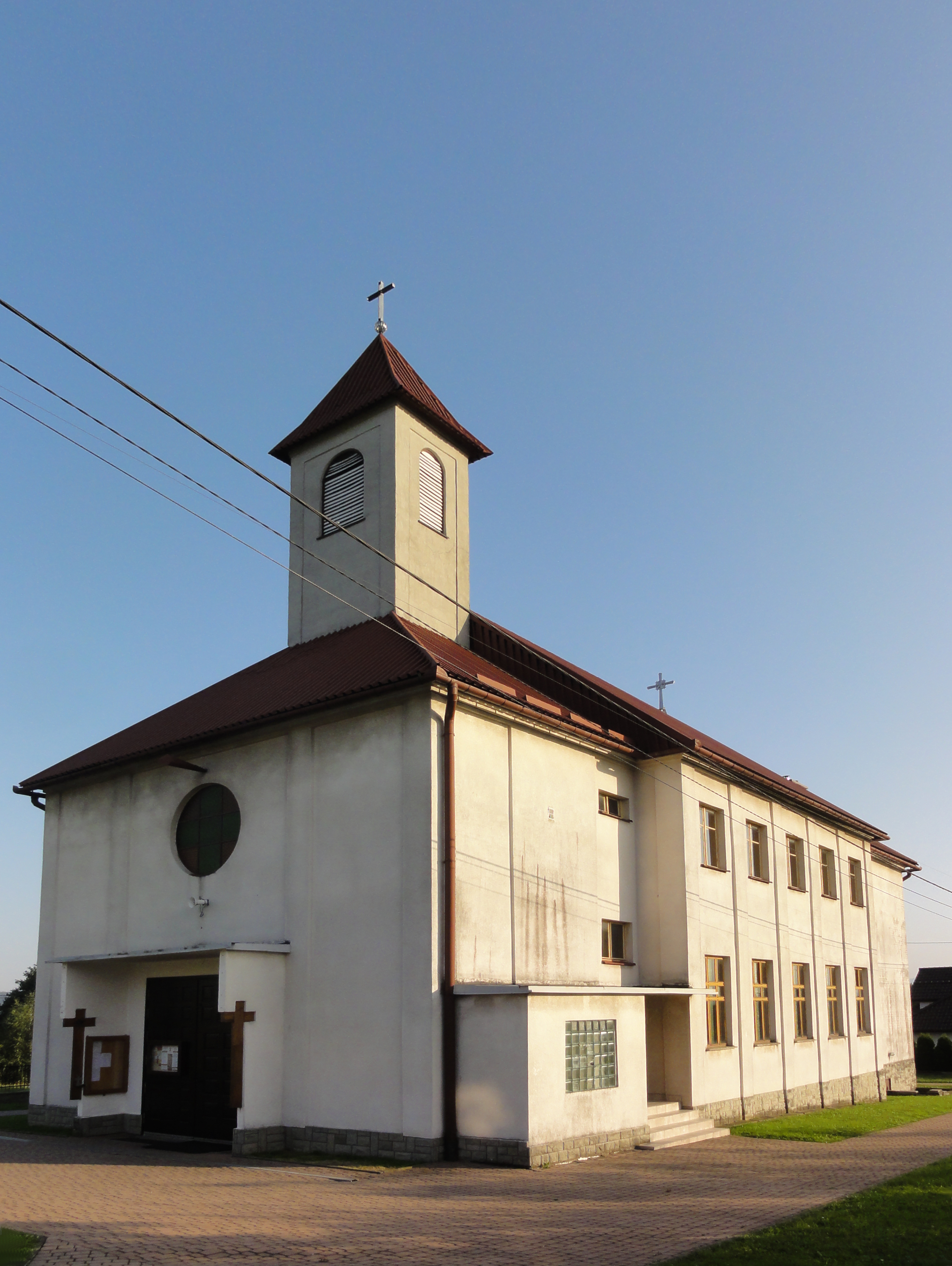
Ortskirche

## Geschichte
Das einzige Dorf Stanisław wurde von Krakauer Bürgern und seinem ersten Schultheiß Piotr Jascon im Jahre 1329 nach Deutschem Recht gegründet.
Politisch gehörte das Dorf ursprünglich zum Herzogtum Auschwitz, dies bestand ab 1315 in der Zeit des polnischen Partikularismus. Seit 1327 bestand die Lehnsherrschaft des Königreichs Böhmen.
Die nächste Erwähnung des Ortes erschien erst im Jahre 1441. Er wurde dann in zwei Teile geteilt: ein königliches (später Stanisław Górny) und ein privates (später Stanisław Dolny) Dorf. Zusammen mit anderen zur Burg Barwałd gehörigen Dörfern wurde Stanisław Dolny vom Herzogtum Auschwitz getrennt und kam zu Polen.
Bei der Ersten Teilung Polens kam Stanisław Dolny 1772 zum neuen Königreich Galizien und Lodomerien des habsburgischen Kaiserreichs (ab 1804). Ab 1782 gehörte es dem Myslenicer Kreis (1819 mit dem Sitz in Wadowice). Nach der Aufhebung der Patrimonialherrschaften bildete es nach 1850 eine Gemeinde im Bezirk Wadowice.
1918, nach dem Ende des Ersten Weltkriegs und dem Zusammenbruch der k.u.k. Monarchie, kam Stanisław Dolny wieder zu Polen. Unterbrochen wurde dies nur durch die Besetzung Polens durch die Wehrmacht im Zweiten Weltkrieg. Es gehörte dann zum Distrikt Krakau im Generalgouvernement.
Von 1975 bis 1998 gehörte Stanisław Dolny zur Woiwodschaft Bielsko-Biała.